# Xiphocentron tarquon
Xiphocentron tarquon är en nattsländeart som beskrevs av Schmid 1982. Xiphocentron tarquon ingår i släktet Xiphocentron och familjen Xiphocentronidae. Inga underarter finns listade i Catalogue of Life.